# Zygaena purpuralis
The Transparent Burnet (Zygaena purpuralis) là một loài bướm đêm thuộc họ Zygaenidae. Nó được tìm thấy ở hầu hết châu Âu.

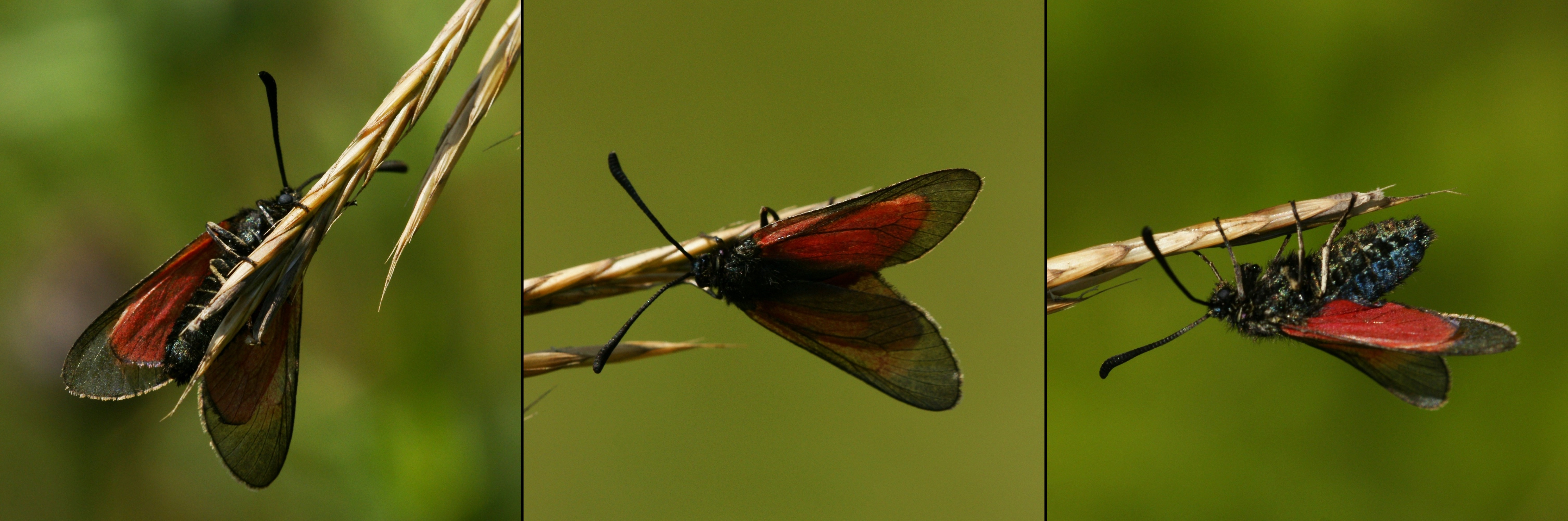

Sải cánh dài 30–34 mm. Con trưởng thành bay vào tháng 6 and đầu tháng 7. They fly during the day.
Ấu trùng ăn Thymus polytrichus.

## Phụ loài
- Zygaena purpuralis austronubigena
- Zygaena purpuralis caledonensis (Hebridean islands of Skye, Lismore, Kerrera, Mull, Ulva, Eigg, Canna, and Rhum and in a few localities on the Scottish mainland in Kintyre and parts of miền tây Argyllshire)
- Zygaena purpuralis dojranica
- Zygaena purpuralis fiorii
- Zygaena purpuralis isarca
- Zygaena purpuralis lathyri
- Zygaena purpuralis magnalpina
- Zygaena purpuralis mirabilis
- Zygaena purpuralis nubigena
- Zygaena purpuralis purpuralis
- Zygaena purpuralis segontii (xuất hiện ở ghềnh đá của bán đảo Lleyn, Caernarvonshire. Có thể tuyệt chủng vì không được báo cáo từ năm 1962)
- Zygaena purpuralis sabulosa (Tây Ireland và Cos Galway và tháng 5o và trên quần đảo Inishmore và Aran)

## Hình ảnh

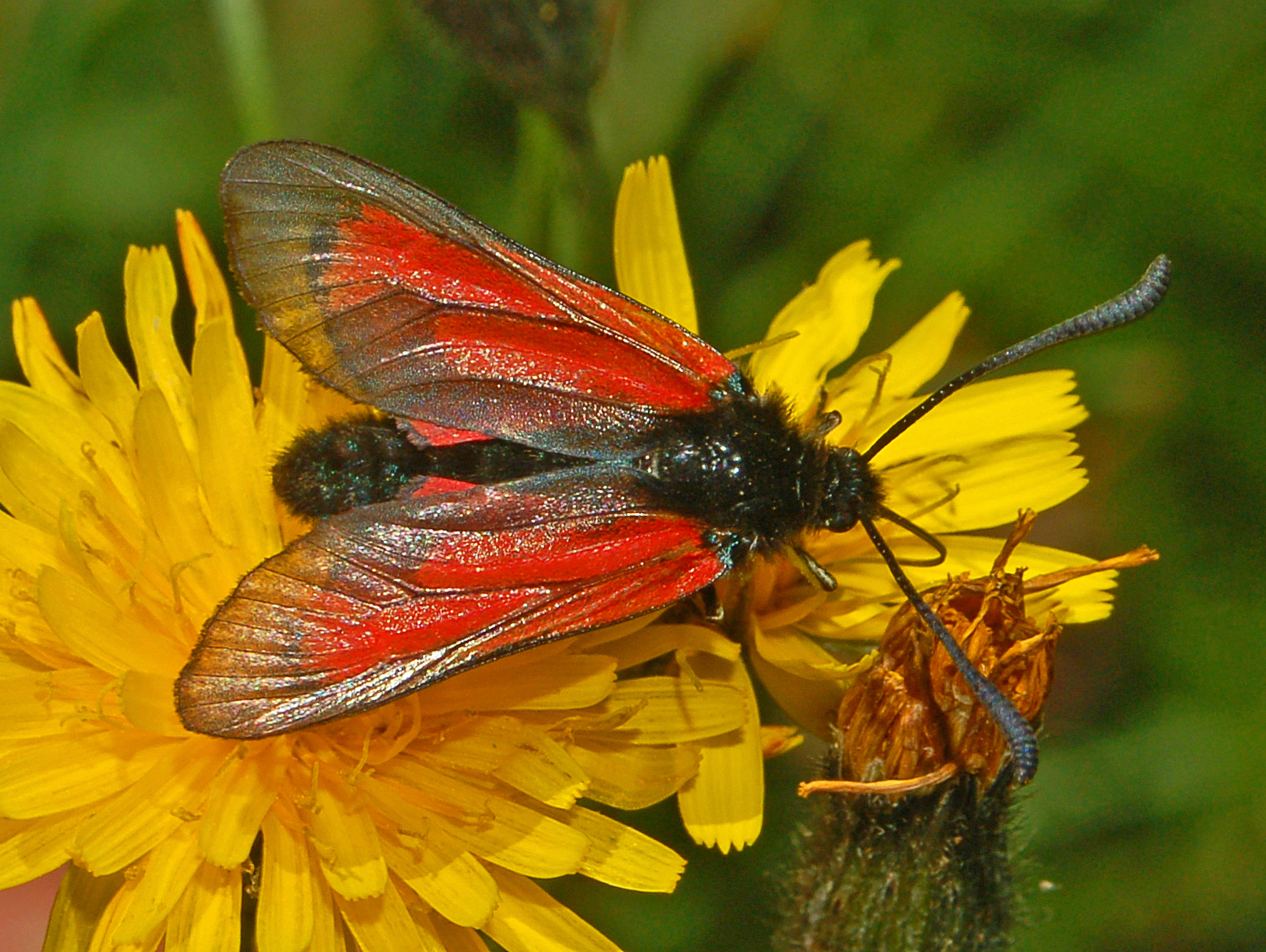
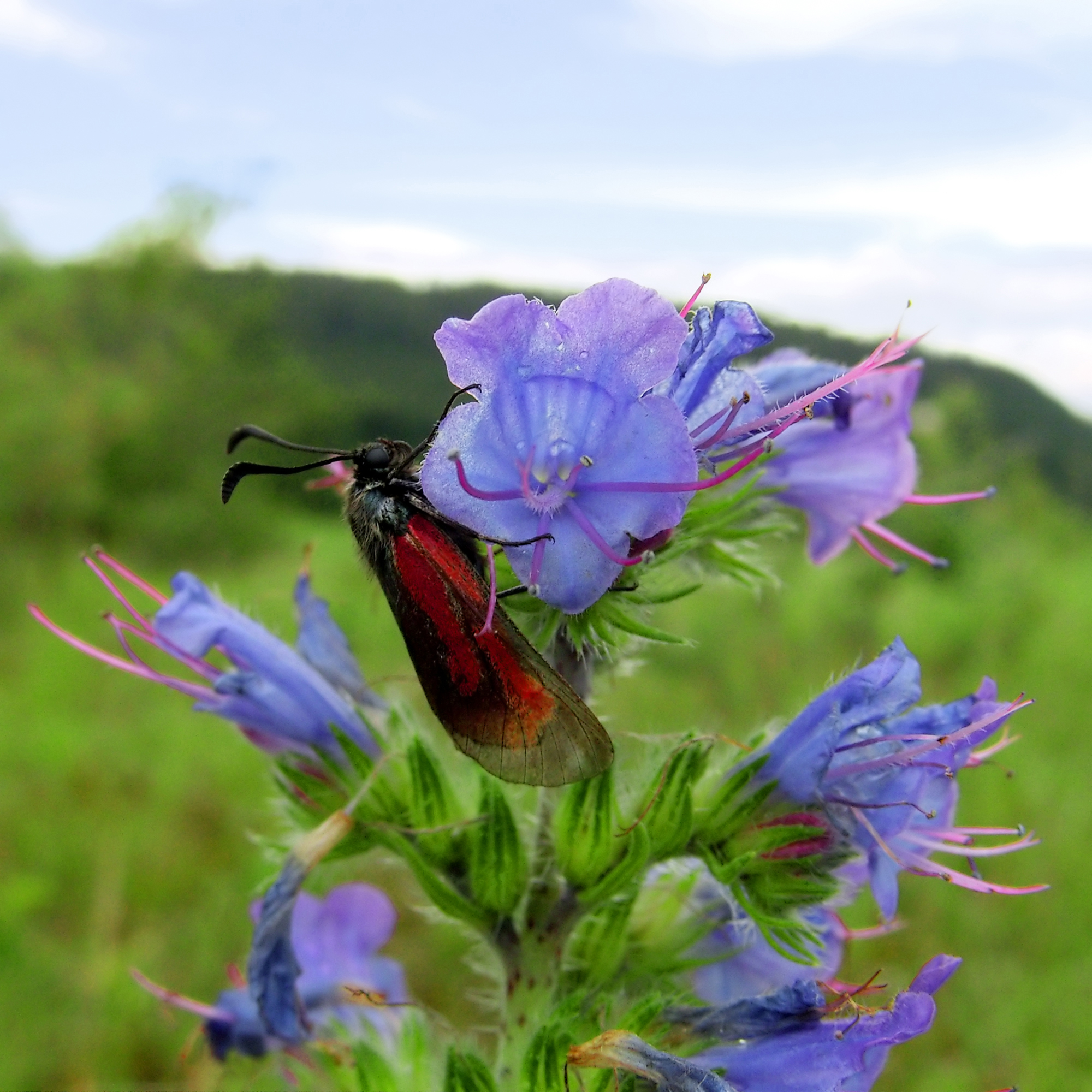
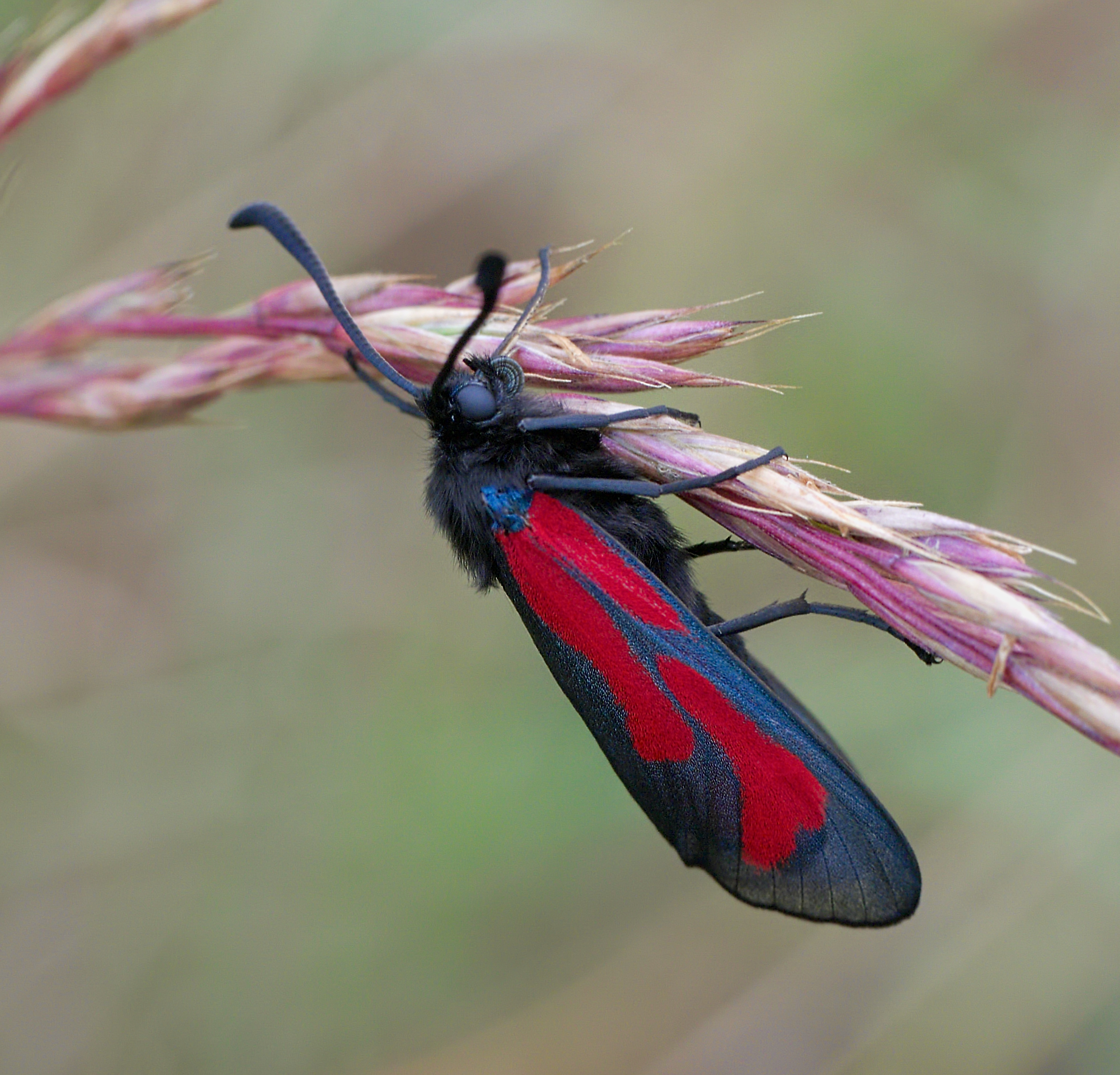
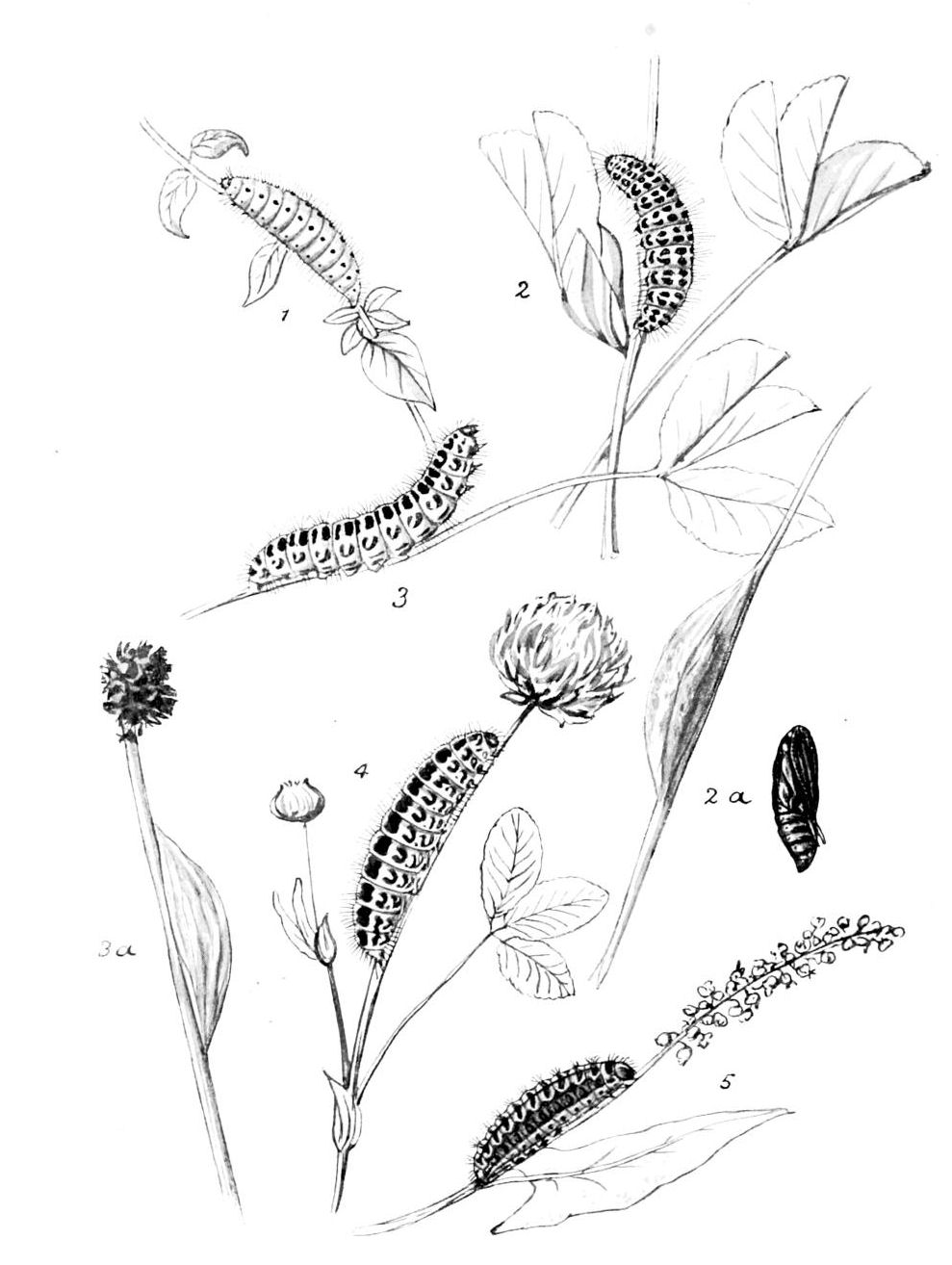